# قائمة إصدارات الطوابع في أوكرانيا لسنة 2010
هذه قائمة الطوابع البريدية التي أصدرها البريد الأوكراني للتداول في عام 2010.
في الفترة من 5 فبراير إلى 31 ديسمبر 2008، أصدر 70 طابعًا بريديًا، شملت 68 الطوابع التذكارية بالإضافة إلى طابعين اثنين من الإصدار السابع للطوابع القياسية بقيمة اسمية 1.50 و2.00 هريفنا، غطت الطوابع التذكارية ذكرى التواريخ المهمة والأحداث وذكرى الشخصيات الثقافية البارزة وغيرها.
وقد كانت الطوابع بالفئات التالية:
- 1.50 هريفنا
- 2.00 هريفنا
- 2.20 هريفنا
- 3.30 هريفنا

بالإضافة إلى طابع من فئة بالحرف «V» وليس قيمة رقمية. هذه الطوابع التي كانت ضمن إصدارات طوابع بريدية أوكرانية حملت قيمًا على شكل حروف من الأبجدية الأوكرانية، كان هذا يشير إلى نظام مؤقت للقيمة بسبب التضخم المفرط الذي كانت تعاني منه البلاد منذ أوائل التسعينيات بعد انهيار الاتحاد السوفيتي. فعوضا عن الأرقام التي تحدد قيمة الطابع برقم معين (مثل 10 أو 50 كوبيك)، فقد استعملت حروف أوكرانية أو لاتينية، وهذا بسبب أن القيم متغيرة وأن هذه الحروف لم تكن تمثل قيمة ثابتة بالمعنى التقليدي. بدلاً من ذلك، كانت تمثل فئة سعرية أو تعرفة بريدية محددة في ذلك الوقت.
وهكذا فقد كان يصدر تعديل دوري نظرًا للتضخم السريع، وقد كانت قيمة هذه الفئات السعرية التي تمثلها الحروف تتغير دوريا (أسبوعيًا في بعض الأحيان) لمواكبة تقلبات سعر الصرف مقابل الدولار الأمريكي وتكاليف البريد المتزايدة. كذلك كان استخدام الحروف أسهل وأسرع من إعادة طباعة طوابع جديدة بأرقام مختلفة كل فترة قصيرة، وكان يعلن عن قيمة كل حرف بالعملة المحلية (الكاربوفانيتس الأوكراني ثم الهريفنيا الأوكرانية) دوريا. مثلا قد يمثل الطابع الذي يحمل الحرف "А" قيمة معينة للرسائل المحلية العادية، بينما يمثل الطابع الذي يحمل الحرف "Б" قيمة أعلى للرسائل المسجلة أو المرسلة إلى وجهات أبعد.
استخدم هذا النظام بين عامي 1994 و1996 حتى استقر الوضع الاقتصادي وأدخلت العملة الوطنية الجديدة، (الهريفنيا الأوكرانية) (₴)، في عام 1996. بعد ذلك، بدأت الطوابع تحمل قيمًا رقمية ثابتة بالهريفنيا والكوبيك (الوحدة الأصغر للهريفنيا). وأعيد استخدام هذه النظام لاحقا في الإصدارات اللاحقة.
لذلك، فإن الحروف الأوكرانية على طوابع لم تكن مجرد رموز عشوائية، بل كانت نظامًا عمليًا مؤقتًا لتحديد قيمة الطوابع في ظل الظروف الاقتصادية الصعبة التي مرت بها أوكرانيا في تلك الفترة.
طُبعت كل الطوابع في مؤسسة "دار الطباعة الأوكراني" المملوكة للدولة.

## قائمة الطوابع التذكارية
|                     |  |  |
| رقم 1026 + رقم 1027 |  |  |

|                     |  |  |
| رقم 1028 + رقم 1029 |  |  |

|                     |  |  |
| رقم 1057 + رقم 1058 |  |  |

|                     |  |  |
| رقم 1059 + رقم 1060 |  |  |

|                     |  |  |
| رقم 1061 + رقم 1062 |  |  |

|                     |  |  |
| رقم 1063 + رقم 1064 |  |  |

|                     |  |  |
| رقم 1065 + رقم 1066 |  |  |

|                     |  |  |
| رقم 1069 + رقم 1070 |  |  |

|                     |  |  |
| رقم 1071 + رقم 1072 |  |  |

|                     |  |  |
| رقم 1073 + رقم 1074 |  |  |

## الإصدار السابع من الطوابع القياسية (الدائمة) مع توشيح
أعيد توشيح طابعان من الإصدار السابع من الطوابع القياسية التي أصدرت عام 2007 بتوشيح القيمة الجديدة:
| التسلسل في الكتالوج | الصورة | الوصف والمصادر                                                                   | القيمة      | تاريخ طرحها للتداول | كيمة الإصدار                                                                | المصمم         |
| ------------------- | ------ | -------------------------------------------------------------------------------- | ----------- | ------------------- | --------------------------------------------------------------------------- | -------------- |
| رقم 1067 (Mi #1109) |        | جرة فخارية (Q4241131)، مع توشيح بالقيمة الجديدة «2,00» بعد أن كانت «0,10» هريفنا | 2,00 هريفنا | 6 أكتوبر 2010 م     | 2 157 647 مع الطباعة الدقيقة «2007-II»                                      | كاترينا شتانكو |
| رقم 1068 (Mi #1110) |        | دمية على شكل حصان، مع توشيح بالقيمة الجديدة «1,50» بعد أن كانت «0,03» هريفنا     | 1,50 هريفنا | 6 أكتوبر 2010 م     | 1 282 230 مع الطباعة الدقيقة «2007-II»; 4 651 380 مع الطباعة الدقيقة «2008» | كاترينا شتانكو |

## التعليقات
1. ↑  يتوافق الحرف "V" مع تعريفة الإرسال البريدي البسيط غير ذي الأولوية، ويصل وزنه إلى 20 جرامًا داخل أوكرانيا.[17] قيمة الحرف "V" تعادل 4.00 هريفنا أوكرانية (سعر صرف الطابع مُعطى وفقًا لبيانات البريد الأوكراني بحسب 27 أكتوبر 2017).[18]

## روابط خارجية
- "Каталог марок України: 2010". КМД УДППЗ «Укрпошта». مؤرشف من الأصل في 11 березня 2018. اطلع عليه بتاريخ 2018-04-15. {{استشهاد ويب}}: تحقق من التاريخ في: |تاريخ أرشيف= (مساعدة)
- "Каталог продукції 2010". КМД УДППЗ «Укрпошта». مؤرشف من الأصل في 11 березня 2018. اطلع عليه بتاريخ 2018-04-15. {{استشهاد ويب}}: تحقق من التاريخ في: |تاريخ أرشيف= (مساعدة)
- "Former Soviet Union New Issues: Ukraine: 2010" (بالإنجليزية). Издательство «Нестор» (Nestor Publishers). Archived from the original on 11 березня 2018. Retrieved 2018-04-15. {{استشهاد ويب}}: تحقق من التاريخ في: |تاريخ أرشيف= (help)
- Каталог продукції Укрпошти نسخة محفوظة 12 травня 2015 على موقع واي باك مشين. (بالأوكرانية)